# Twisted nematic

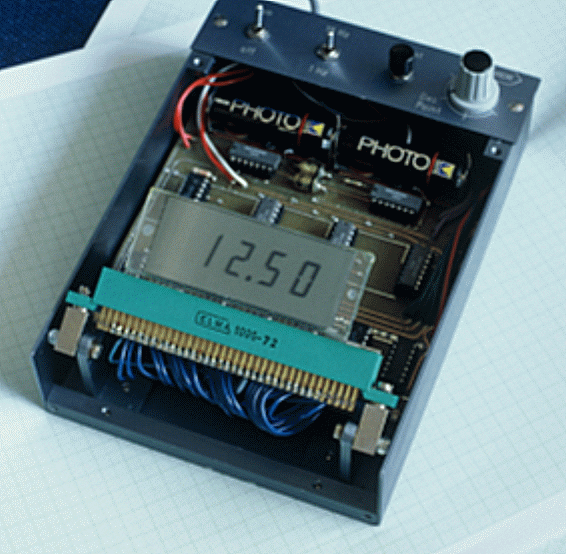
Horloge avec un prototype d'affichage LCD primitif, basé sur le twisted nematic field-effect

L'effet twisted nematic (effet-TN, en français nématique vrillé ou torsadé) est celui qui a lieu dans les cristaux liquides « TN » dont la principale caractéristique est que leurs cellules (cellules TN) fonctionnent sans circulation de courant et utilisent une tension faible de polarisation, pouvant donc être utilisées avec des piles.
Contrairement aux écrans primitifs basés sur le mode de dispersion dynamique dans des cristaux liquides en phase nématique, les cellules TN (Twisted Nematic) n'ont ni besoin d'un courant pour fonctionner, ni d'une tension de fonctionnement importante. C'est pourquoi l'effet TN constitue la base pour les afficheurs alphanumériques avec un contraste acceptable à de basses tensions de commande, qui peuvent être utilisés dans de nombreux appareils portables (calculatrices, montres, etc)
Les cellules TN constituent le principal éclat technologique qui a rendu pratiques les écrans à cristaux liquides

## Histoire
La découverte de l'effet Twisted Nematic dans les cristaux liquides est généralement attribuée à James Fergason (en) en 1970 dans les laboratoires de l'International Liquid Xtal Company, à Kent (Ohio, États-Unis). Fergason a breveté son travail presque en même temps que le Central Research Laboratories de Hoffmann-Laroche en Suisse (le brevet américain n° 3731986 a été déposé le 22 avril 1971, le brevet suisse n° 532 261 le 4 décembre 1970). Un procès eut lieu pour départager l'appartenance du brevet et Fergason finit par vendre son brevet pour 1 million de dollars, la moitié des redevances aux États-Unis et un petit pourcentage des redevances internationales.

## Principe de fonctionnement
La principale innovation dans le développement des afficheurs à cristaux liquides (LCD) fut l'invention et le brevet déposé sur l'effet de champ Twisted Nematic,  par M. Schadt et W. Helfrich en 1970. L'effet TN, développé dans les laboratoires d'Hoffmann-Laroche marque une révolution dans la technologie d'afficheurs plats. Contrairement aux LED et autres afficheurs utilisant la dispersion dynamique, contrôlées par le courant, l'effet twisted nematic est fondé sur le réalignement précisément contrôlé de molécules de cristaux liquides entre différentes configurations moléculaires sous l'effet d'un champ électrique. 
Ceci est essentiellement réalisé sans consommation électrique et à de basses tensions de fonctionnement. Cet effet nécessite que les cristaux liquides soient vrillés à l'état "éteint" .

### Composition d'un écran LCD
Voici les différents composants de ce système  :
- 1 & 5 : filtres polarisants (souvent simplement du plastique strié) de direction de polarisation perpendiculaire
- 2 : Électrode avant
- 3 : Cristaux liquides en phase nématique
- 4 : Électrode arrière
- 6 : miroir

### États « éteint » et « allumé »
| Éteint | Allumé |
| --- | --- |
| 1. La lumière passe par 1, qui est un plastique rayé. Seuls les rayons dont l'oscillation est parallèle aux rainures passent.                                          | 1. La lumière passe par 1, qui est un plastique rayé. Seuls les rayons dont l'oscillation est parallèle aux rainures passent.                  |
| 2. Aucune tension ne passe entre les électrodes 2 et 4, les cristaux liquides sont vrillés. La polarisation des rayons change, devient perpendiculaire à celle d'avant | 2. Une tension est appliquée aux bornes des électrodes 2 & 4, les cristaux liquides ne sont plus vrillés. La lumière poursuit donc son chemin. |
| 3. Ils se réfléchissent sur le miroir | 3. Le filtre polarisant 5 étant polarisant de direction perpendiculaire au filtre 1, la lumière ne va pas le franchir.                         |
| 4. Repassent par 5, se repolarisent et passent par 1, on n'observe donc rien (si ce n'est la lumière réfléchie).                                                       | 4. On observe donc une coloration noire, due à l'absence de lumière réfléchie.                                                                 |